# Kerkennah
Les Kerkennah (arabe : قرقنة  [qærqnæ]), également orthographié Kerkenah, Kerkena ou Karkana, sont un archipel tunisien de la mer Méditerranée situé à 17,9 kilomètres au large de Sidi Mansour, dans la périphérie nord-est de Sfax. Administrativement, il constitue une délégation rattachée au gouvernorat de Sfax, composée de dix imadas, mais aussi une municipalité.
Il est composé de deux îles principales — Gharbi, aussi appelé Mellita du nom du village qu'elle abrite, et Chergui ou Grande Kerkennah — et de douze îlots, Gremdi, Roumadia, Rakadia, Sefnou, Charmadia, Ch'hima, Keblia, Jeblia, El Froukh, Firkik, Belgharsa et El Haj Hmida. Le périmètre de l'archipel dépasse 160 kilomètres. Gharbi et Chergui sont reliées entre elles par une chaussée d'une longueur de 600 mètres existant dès l'époque romaine. La principale route asphaltée, qui traverse l'archipel entre Sidi Youssef à l'extrémité ouest et Kraten à l'extrémité est, mesure presque 45 kilomètres.

## Étymologie
Les Romains, à travers les nombreuses descriptions faites par Diodore de Sicile, Polybe, Tite-Live ou Plutarque, dénomment ce groupe d'îles Cercina, nom libyco-berbère d'une ville portuaire fréquemment visitée par des vaisseaux de marchandises. Les variantes de Kirkeni, Karkeneh ou Querquanes existent également.
Le nom de Kyrannis mentionné par Hérodote au Ve siècle av. J.-C. serait quant à lui le résultat d'une erreur dans la retranscription du manuscrit, en l'occurrence l'oubli de la lettre grecque kappa.
Outre « Kerkennah », les orthographes « Karkenah », « Karkena », « Kerkenna », « Kerkena » ou encore « Kerkina » sont également utilisées. Chateaubriand écrit pour sa part : « Nous continuons notre navigation et nous mouillons devant les îles Kerkeni ».

## Géographie
L'archipel, distant de Sfax d'une vingtaine de kilomètres, se caractérise par un relief plat et un milieu quasi-aride. L'altitude maximale est de treize mètres, ce qui aurait pour conséquence, en cas de montée du niveau de la mer, la submersion partielle ou totale de l'archipel. Les sols sont souvent très salins et une partie du territoire est occupée par des lagunes appelées sebkhas. Les Kerkennah bénéficient par ailleurs de moins de 200 millimètres de précipitations par an.
L'arbre typique de l'archipel est le palmier : la palmeraie abritant plusieurs centaines de milliers d'arbres a toutefois un aspect très clairsemé du fait du manque d'eau et de sols très pauvres et salins. Les palmiers donnent donc des fruits de qualité médiocre, servant d'alimentation pour le bétail, alors que les palmes et les troncs servent à la confection du matériel de pêche, en particulier les pièges fixes à poissons appelés charfia.
Les fonds marins abritent, à cinquante kilomètres au large, l'un des plus remarquables herbiers de posidonies de la mer Méditerranée.

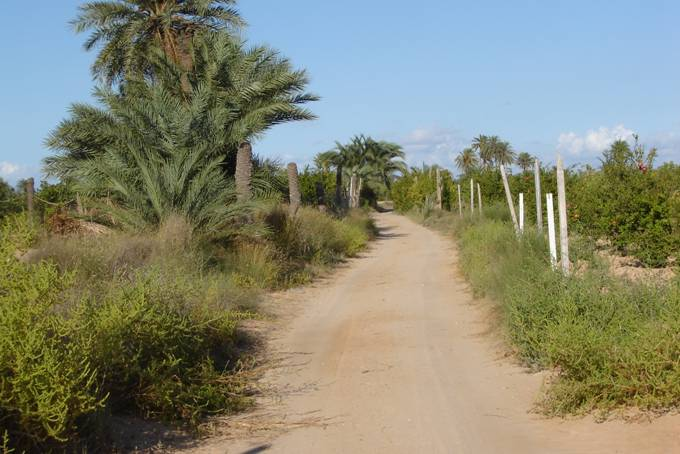
Chemin serpentant entre palmiers et vergers.
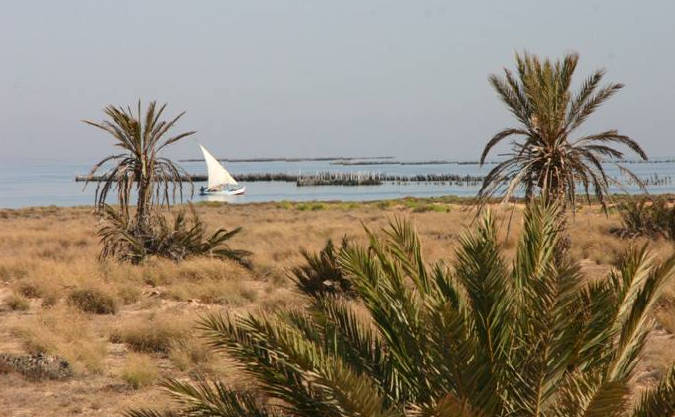
Paysage des Kerkennah.
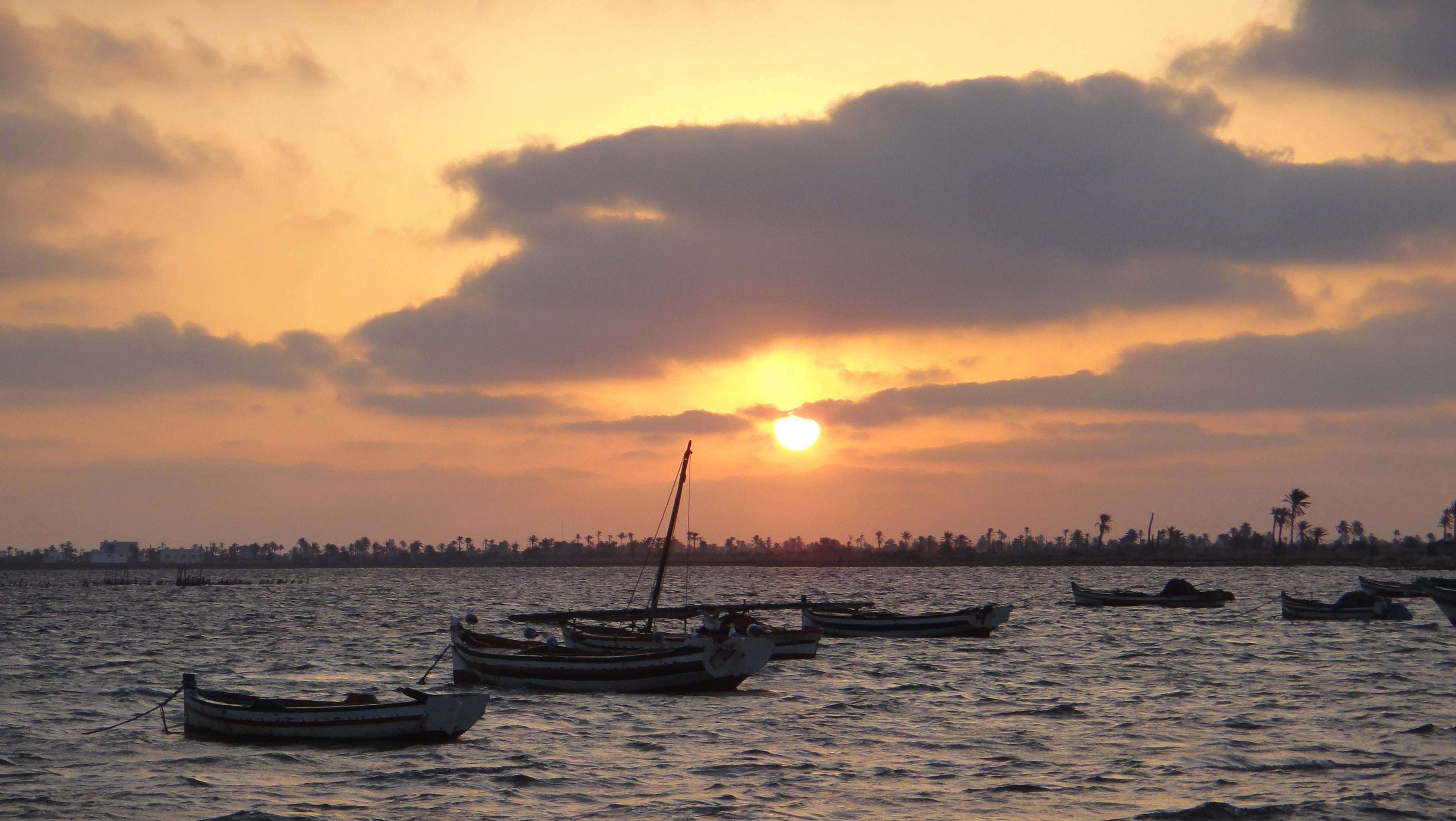
Coucher de soleil au large du village de Chergui.
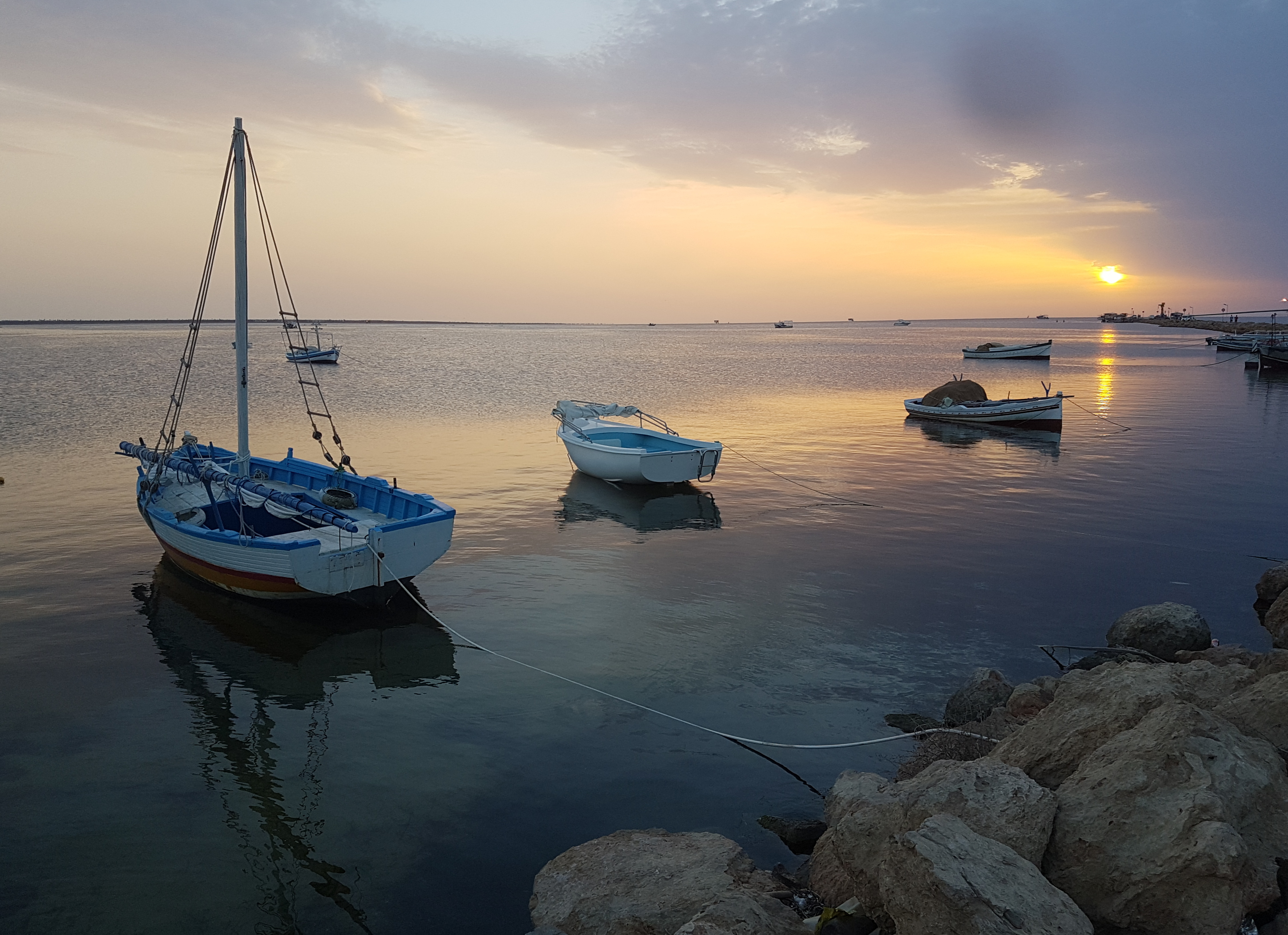
Coucher de soleil en août 2017.

## Faune

### Éponges
Les Kerkennah sont connues pour leur importance historique dans la production tunisienne d'éponges commerciales. La pêche aux éponges existait avant l'arrivée des pêcheurs italiens et des gangaviers grecs en Tunisie qui documentent son existence vers 1875. Au niveau des hauts fonds, Spongia officinalis, Petrosia ficiformis (en) et Hippospongia communis (en) sont présentes, mais la pêche aux éponges qui se pratiquait traditionnellement à pied, sur des fonds de 1 à 1,5 m de profondeur et en plongée, est menacée d'extinction car la surexploitation des éponges a provoqué un effondrement des stocks se reproduisant dans la zone.

### Tortues
La tortue marine caouanne (Caretta caretta) est régulièrement signalée autour de l'archipel. L'île est une réserve de chasse, mais l'abattage de tortues marines pour leur viande, leurs œufs, leur peau, leur carapace et leur graisse sont les raisons majeures du déclin des populations. De même, le braconnage des œufs d'oiseaux est aussi un grave problème.

### Oiseaux
Tout l'archipel est classé (site TN 026) comme zone importante pour la conservation des oiseaux. Chaque printemps et automne, il est une étape importante pour des centaines de milliers de passereaux migrateurs. Il constitue aussi une zone d'hivernage importante pour les oiseaux migrateurs, d'autant plus critique que les îles sont un goulot d'étranglement majeur de la migration (catégorie Birdlife A4i) pour trois espèces : le grand cormoran (Phalacrocorax carbo, de 1 000 à 10 000 individus, l'importance de la migration dépendant des quantités de pluies hivernales), la spatule blanche (Platalea leucorodia, de 400 à 800 individus) et les flamants des Caraïbes (Phoenicopterus ruber, de 400 à 1 500 individus). Pour sept espèces, l'archipel est aussi vital sur le parcours de migration car il abrite pendant une certaine période de l'année une proportion très importante de leur population (critère BirdLife A3), elle-même pratiquement restreinte au biome méditerranéen nord-africain : il s'agit de la perdrix gambra (Alectoris barbara) du rougequeue de Moussier (Phoenicurus moussieri), du traquet oreillard (Oenantha hispanica), de la fauvette mélanocéphale (Sylvia melanocephalia), de la fauvette passerinette (Sylvia cantillans), de la fauvette à lunettes (Sylvia conspicillata) et de l'étourneau unicolore (Sturnus unicolor).
Pour les oiseaux migrateurs hivernaux, outre les grands cormorans, les Kerkennah sont importantes pour les goélands et les sternes. Les espèces particulièrement notables sont le goéland railleur (Larus genei), le goéland brun (Larus fuscus), le goéland pontique (Larus cachinnans), la sterne caspienne (Sterna caspia) et la sterne caugek (Sterna sandvicensis) ; la présence en quantité importante de la sterne caugek est particulièrement notable car celle-ci figure sur l'annexe II du Protocole relatif aux aires spécialement protégées et à la diversité biologique en Méditerranée de la Convention de Barcelone.
Enfin, certaines espèces nichent sur l'archipel : le faucon crécerelle (Falco tinnunculus), le courvite isabelle (Cursorius cursor), le guêpier d'Europe (Merops apiaster), et la pie-grièche grise (Lanius excubitor) qui niche dans des arbres sur l'îlot de Gremdi.

### Gerbille
Certains biologistes considèrent que la gerbille des îles Kerkennah (Dipodillus zakariai) présente sur l'archipel forme une espèce à part entière distincte de la petite gerbille à queue courte (Gerbillus simoni.).

## Histoire
Les Kerkennah sont décrites par Hérodote dans ses Histoires rédigée au Ve siècle av. J.-C. : 
« Auprès de ce pays est, au rapport des Carthaginois, une île fort étroite, appelée Cyraunis ; elle a deux cents stades de long. On y passe aisément du continent ; elle est toute couverte d'oliviers et de vignes. Il y a dans cette île un lac, de la vase duquel les filles du pays tirent des paillettes d'or avec des plumes d'oiseaux frottées de poix. J'ignore si le fait est vrai ; je me contente de rapporter ce qu'on dit : au reste, ce récit pourrait être vrai, surtout après avoir été témoin moi-même de la manière dont on tire la poix d'un lac de Zacynthe [...] Ainsi ce qu'on raconte de l'île qui est près de la Libye peut être vrai. »
 Les plus anciennes traces historiques remonteraient ainsi à l'époque phénicienne. Le climat ayant probablement été plus pluvieux à cette époque, on retient la description d'un lieu de production agricole.
L'archipel accueille Hannibal Barca sur sa route d'exil en 195 av. J.-C., après sa défaite à la bataille de Zama. Il y séjourne quelques années avant de rejoindre la Phénicie du roi Antiochos III de Syrie.
Jules César, dans sa lutte contre Pompée, y fait une halte en 46 av. J.-C. pour ravitailler sa flotte. Cette représentation contraste avec celle, contemporaine, d'un lieu quasiment impropre à la culture, même s'il est vrai que les Kerkennah ont longtemps servi de pâture à un important cheptel ovin et caprin. Tacite rapporte dans ses Annales que l'archipel sert durant quatorze ans de lieu d'exil pour Sempronius Gracchus, amant de Julie, fille de l'empereur Auguste ; il y est finalement exécuté.

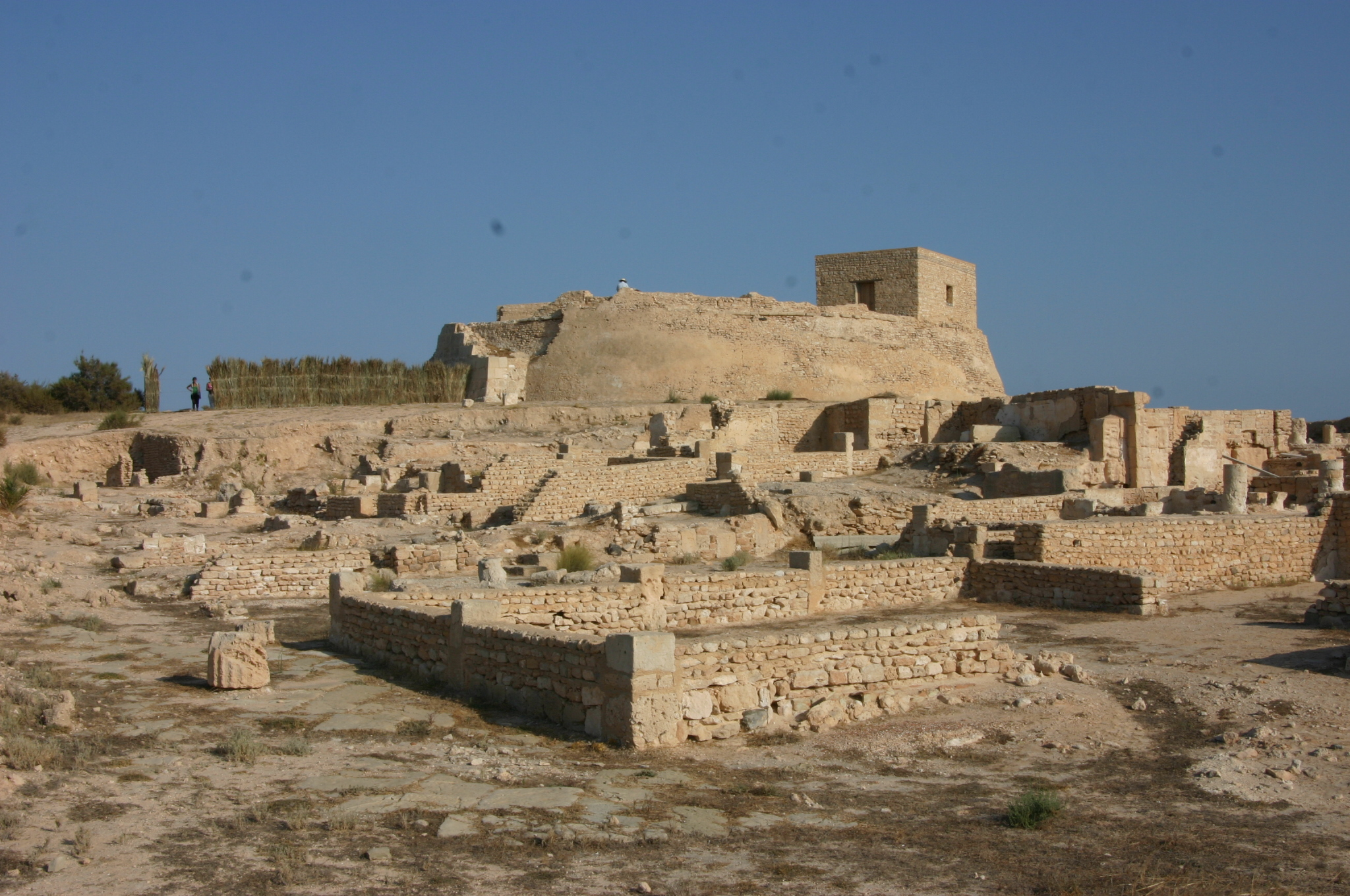
Site archéologique de Borj Hassar.

C'est probablement à cette période qu'est construite une cité romaine sur l'archipel. Celle-ci devait se trouver à l'emplacement occupé par le fort de Borj Hassar — repris par les Ottomans au XVIIIe siècle — qui constitue le seul vestige historique de l'île situé sur la côte occidentale, près de Sidi Frej. Ainsi, des traces de cuves de salaison et de citernes utilisées à une époque où le niveau de la mer était inférieur de deux mètres à son niveau actuel ont été retrouvées,. Quelle que soit l'époque, les Kerkennah ne restent donc jamais à l'écart des évolutions du continent en raison de la faible distance de la côte et de la facilité de navigation.
Rattachée tour à tour aux provinces d'Afrique proconsulaire, de Numidie et de Byzacène, elle devient un siège épiscopal au IVe siècle et saint Fulgence y aurait bâti le dernier monastère à Erramadia au VIe siècle. Au VIIe siècle, avec la conquête musulmane du Maghreb, l'archipel se convertit et prend comme nom définitif. Il apparaît vite comme un enjeu dans la rivalité entre les puissances de la Méditerranée occidentale : il est ainsi conquis tour à tour par les Almohades au XIIe siècle. En 1284, Pierre d'Aragon prend le contrôle des Kerkennah et devient pour vingt ans le suzerain de l'amiral Roger de Lauria. L'archipel passe ensuite sous le contrôle des troupes de Roger de Sicile puis des flottes espagnoles et ottomanes au XVIe siècle. Finalement, les Kerkennah sont définitivement conquises par Sinan Pacha pour le compte du sultan ottoman Sélim Ier en 1574 et servent de base navale ; beaucoup de Kerkenniens entrent par la suite dans les marines marchande ou militaire.

Au début de l'année 1807, François-René de Chateaubriand passe plusieurs jours au large de l'archipel dont il mentionne les charfias. Avec l'installation du protectorat français de Tunisie, des relations de voyage sont rédigées et décrivent les Kerkennah et les Kerkenniens en des termes marqués par le racisme colonial de l'époque mais très positifs, proches de l'idéal naturel de Jean-Jacques Rousseau : 
« De tous les Orientaux qu'il nous a été donné de voir et d'étudier, les insulaires des Kerkennah sont ceux qui nous ont paru posséder le moins les défauts de leur race. »
 L'année 1888 voit l'ouverture de la première école franco-arabe de Tunisie dans le village de Kellabine. En 1945, les Kerkennah recueillent le leader nationaliste Habib Bourguiba en partance pour un exil en Égypte. En 1946, un Kerkennien nommé Farhat Hached fonde le grand syndicat ouvrier de l'Union générale tunisienne du travail qui participe au mouvement national tunisien aux côtés de Bourguiba. La grande centrale syndicale de la Tunisie indépendante aura par la suite l'occasion de compter parmi ses dirigeants des Kerkenniens comme Habib Achour et Abdessalem Jerad.
Dans la nuit du 2 au 3 juin 2018, plus de 110 personnes, qui essayaient de rejoindre les côtes italiennes, périssent dans le naufrage de leur embarcation.

## Démographie

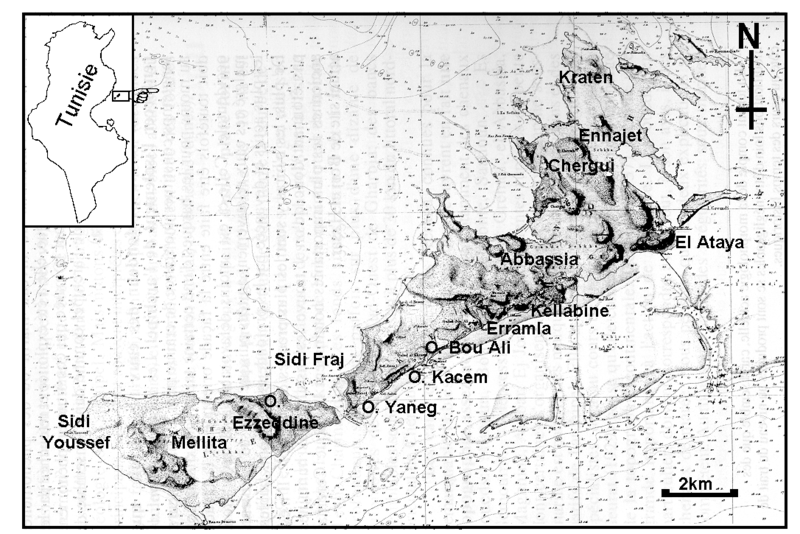
Carte de localisation des villages des îles Gharbi et Chergui.

Les Kerkennah comptent une population de 15 501 habitants — selon le recensement de l'Institut national de la statistique de 2014 — répartis entre une douzaine de villages : Mellita et Ouled Ezzeddine, El Attaya, Remla ou Erramla, Ennajet ou Najet, Kraten, Ouled Kacem, Kellabine et El Abassia, Ouled Yaneg, Ouled Bou Ali et Sidi Fredj, Ech Chergui ou Chergui.
Le peuplement de l'archipel, ou plutôt son repeuplement après plusieurs siècles de déclin, remonte au XVIIIe siècle et à l'immigration de populations en provenance du Sud tunisien et de la Libye. Les ressources limitées de l'archipel et la tradition migratoire des Kerkenniens ont maintenu la population à ce niveau depuis plusieurs décennies. Durant l'été, elle décuple avec le retour saisonnier des expatriés de la Tunisie continentale, surtout de Sfax et Tunis, mais aussi de l'étranger, de la France ou de l'Italie : l'archipel compte alors près de 150 000 habitants. Cet important courant migratoire constitue un apport certain pour la modernisation de l'archipel au niveau des infrastructures mais aussi des esprits, avec notamment la forte demande scolaire des habitants.

## Économie
Les activités économiques principales de l'archipel sont des activités de subsistance. La première d'entre elles est la pêche qui se pratique sur un mode extensif et selon des traditions séculaires. Si les Kerkennah possèdent, avec 2 000 embarcations, les deux-tiers de la flotte de pêche du gouvernorat de Sfax, les volumes pêchés représentent moins d'un douzième du total régional.

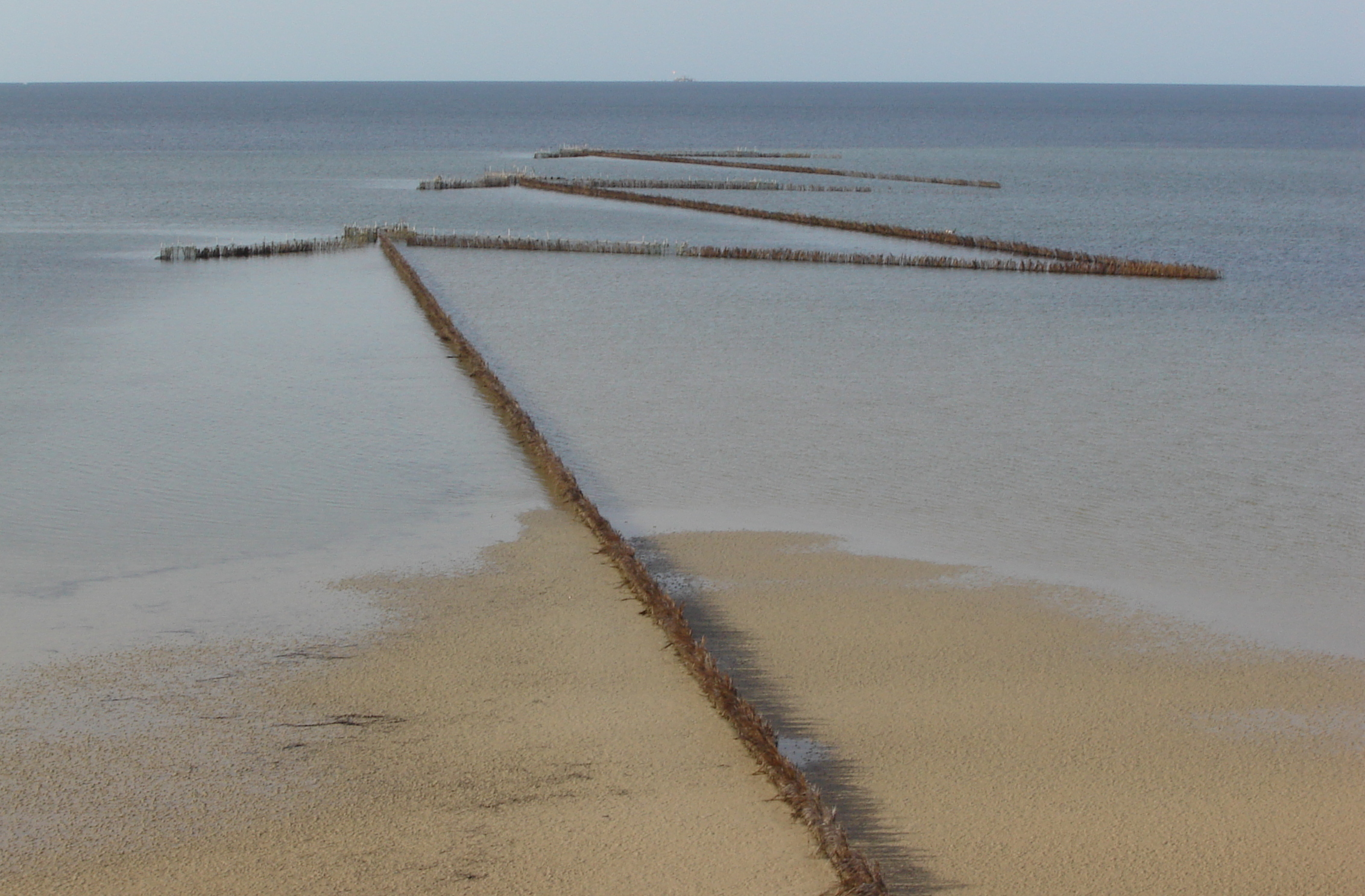
Dispositif d'une charfia.

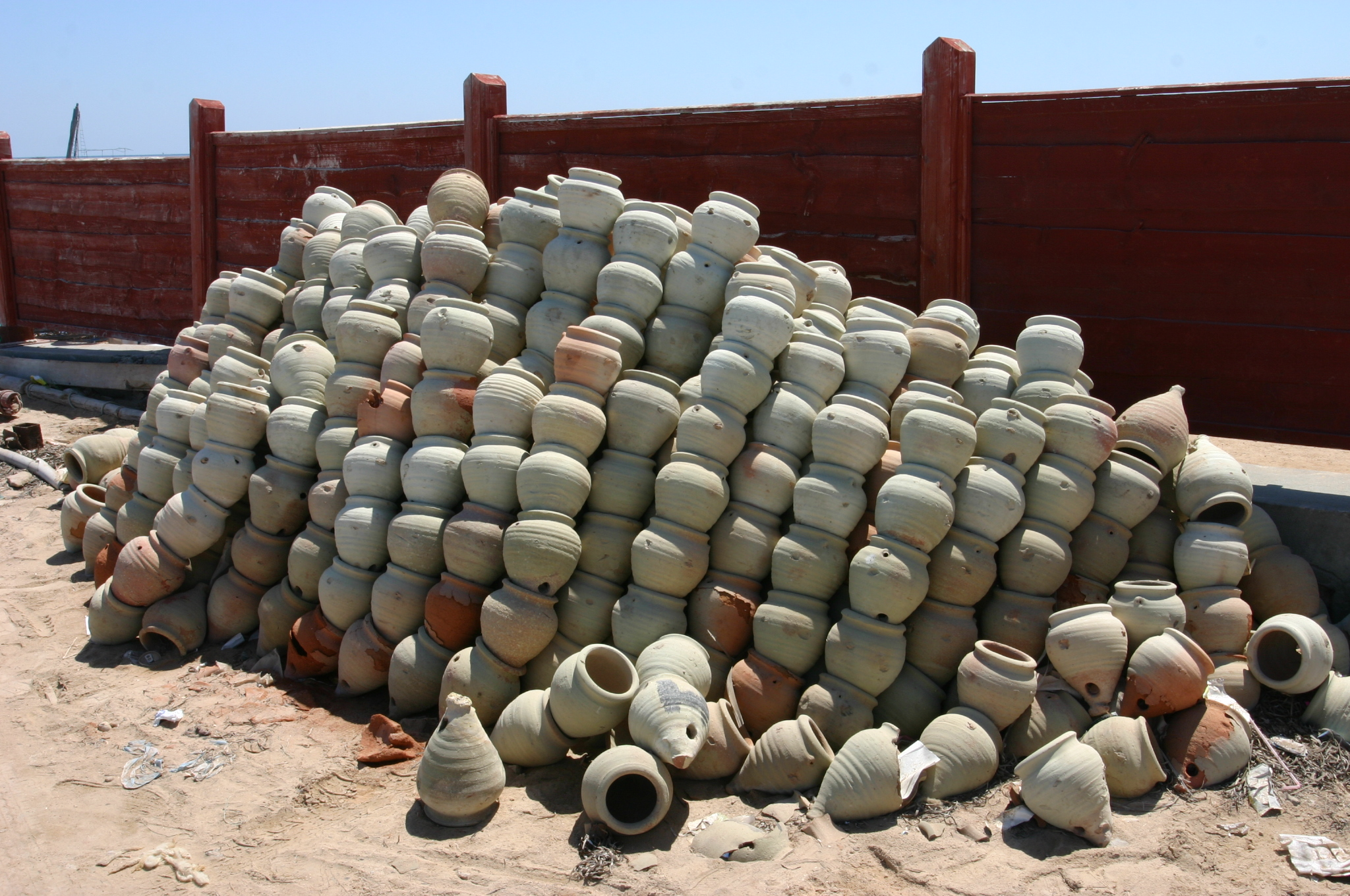
Gargoulettes utilisées pour la pêche au poulpe.

L'archipel est entouré de hauts fonds de profondeurs extrêmement faibles, entre un et deux mètres, avec des ressources halieutiques limitées, ce qui conduit à des techniques de pêche particulières comme la charfia. Ainsi, depuis le XVIIIe siècle, une partie de la mer est découpée en parcelles dont la location est mise aux enchères chaque année avant le début de la saison de pêche. Les principaux produits de la mer sont les poissons — pataclets ou sbars, mulets, daurades, etc. — mais aussi les éponges, divers coquillages telles que les clovisses, et le poulpe qui est l'animal emblématique de l'archipel. Sa pêche saisonnière s'échelonne entre la fin octobre et la fin avril et se fait via la pose d'un réceptacle (gargoulette, autre poterie ou parpaing) qui sert à piéger le céphalopode capturé, frappé, nettoyé puis séché pendant plusieurs semaines à l'extérieur.

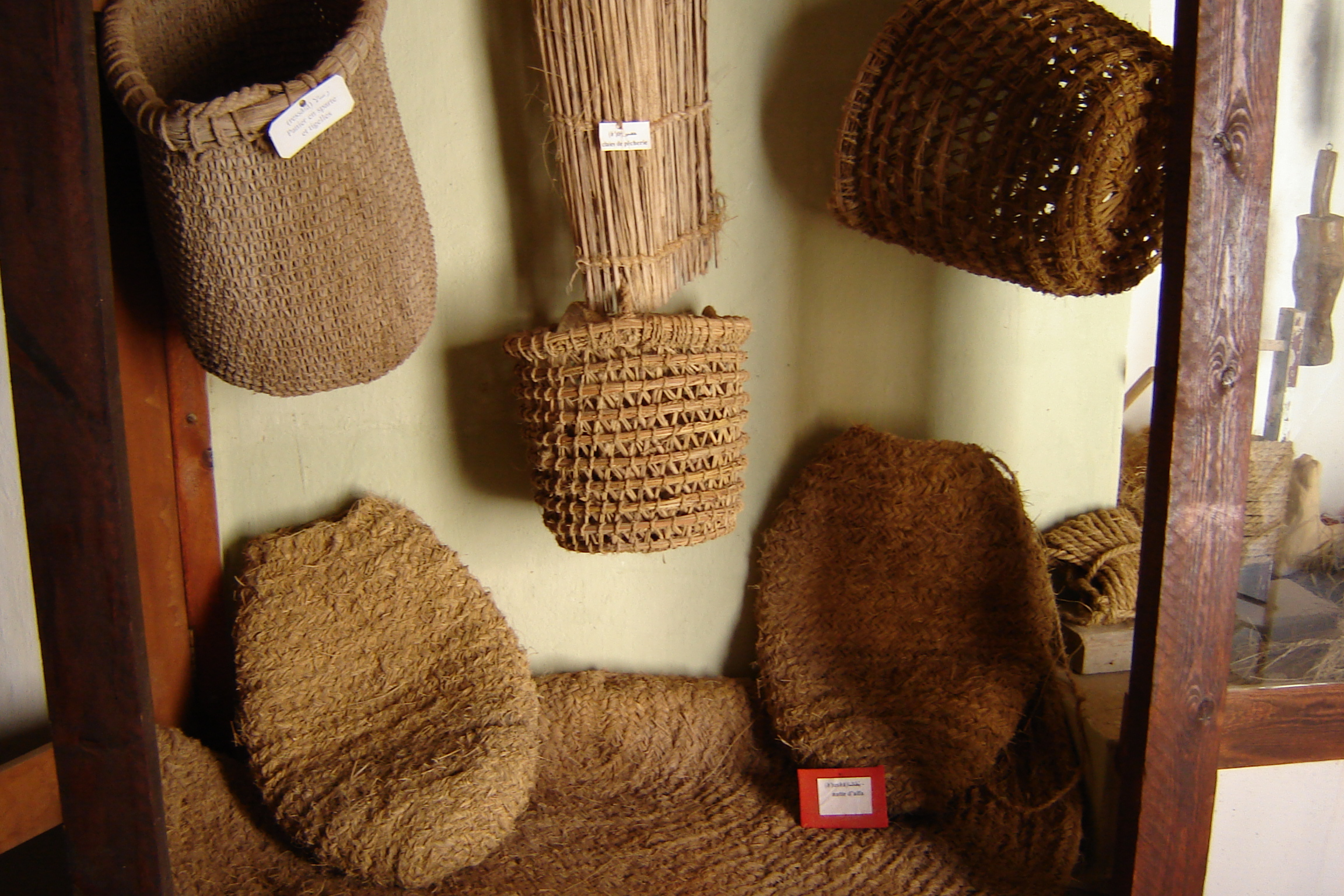
Artisanat en alfa et palmes.

Les pêcheurs utilisent des embarcations à voile latine, communément appelées felouques (flouka) ou loudes, et de plus en plus d'embarcations à moteur. On peut aussi relever une petite agriculture de subsistance qui doit faire face aux contraintes climatiques et pédologiques. Céréales dont principalement l'orge, oliviers, vignes, figuiers et plantes maraîchères restent tributaires d'un apport d'eau minimal. L'artisanat est aussi tourné vers la pêche ; les ressources locales d'alfa et de palmes sont utilisées pour fabriquer des filets et tresser des cordes, mais aussi des chapeaux et des couffins souvent réalisés à domicile, même si un centre de tissage existe à Ech Chergui.
Le tourisme est une activité récente car remontant aux années 1960 et s'inscrivant dans une dynamique nationale. Mais il a toujours gardé une dimension modeste, ce qui est probablement la conséquence de l'enclavement et des ressources limitées de l'archipel. L'image « authentique » des Kerkennah est ainsi devenue l'argument de vente principal des tours-opérateurs européens, principalement britanniques. L'hébergement hôtelier reste concentré dans la petite zone touristique de Sidi Fredj où se trouvait le débarcadère du ferry jusqu'à son déplacement à Sidi Youssef, à la pointe occidentale de l'archipel. Des plages de sable s'y trouvent, sites exceptionnels sur un littoral généralement rocheux.
Les eaux au large des Kerkennah font partie d'une important champ de prospection gazière dit « champ Cercina » exploité par la société British Gas. L'archipel abrite également deux autres champs de production gazière, Chergui exploité par Petrofac et Thyna Petroleum Services (TPS).
L'archipel connaît des mouvements contestataires en 2016 à la suite de conflits sociaux avec Petrofac et les forces de l'ordre ; TPS est également contestée à la suite d'une fuite de pétrole en mer.

## Culture

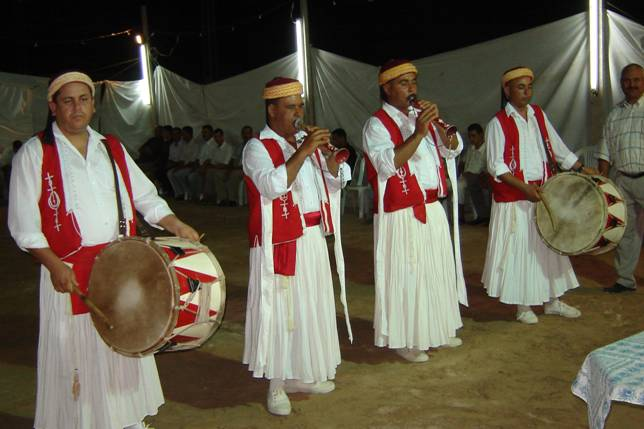
Troupe folklorique des Kerkennah.

La troupe folklorique de Kerkennah composée de quatre musiciens et chanteurs, habillés en tenue traditionnelle blanche et rouge, se produit lors des cérémonies, notamment de mariages. Ils présentent une chorégraphie de groupe et pratiquent l'élégie (midh) dans le cadre de chansons du terroir.

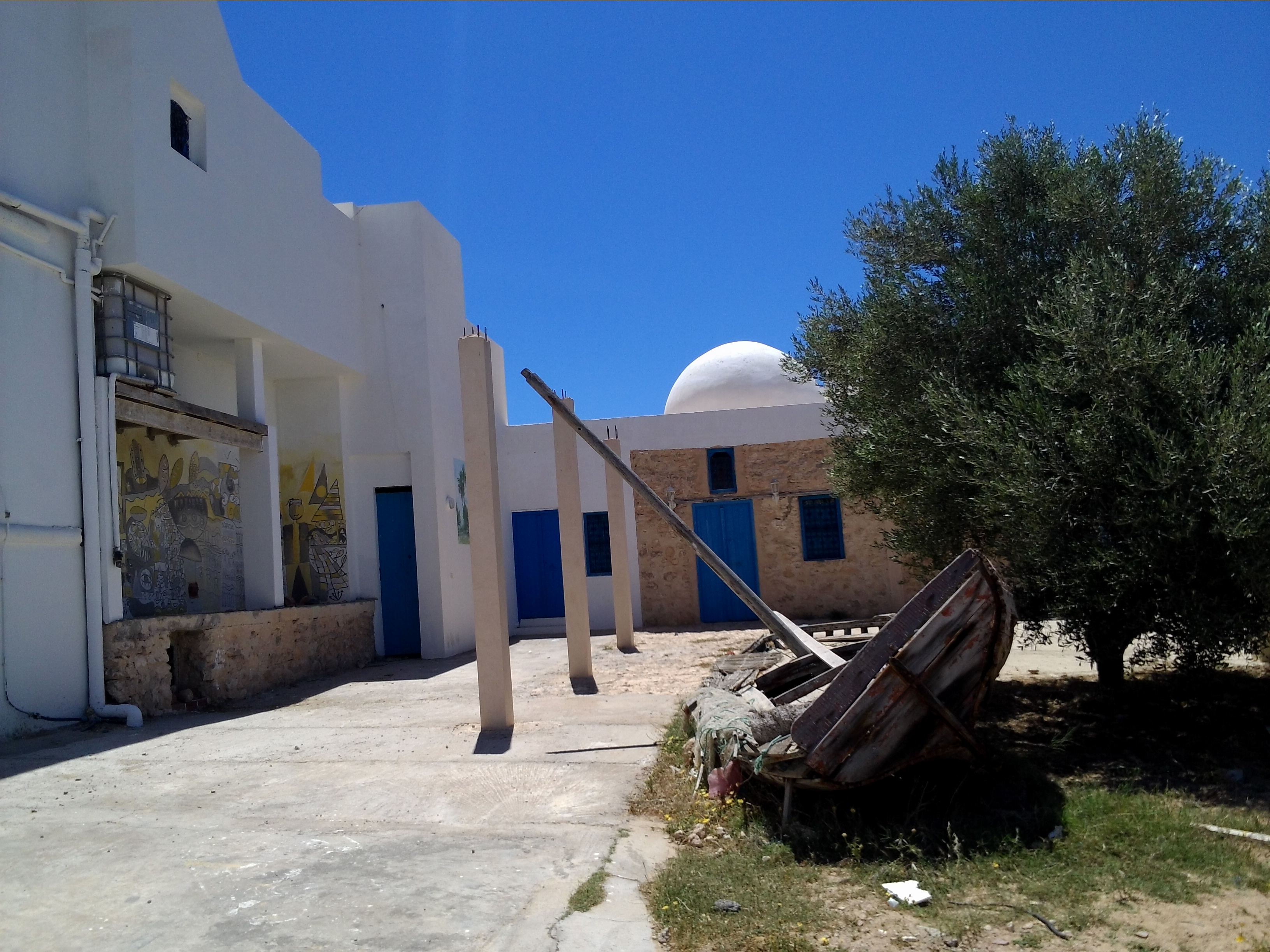
Entrée du patrimoine insulaire méditerranéen.

Le musée du patrimoine insulaire méditerranéen situé à El Abassia, village de l'île de Gharbi, est un musée privé ouvert à la fin 2004 sous l'égide du Centre Cercina pour les recherches sur les îles méditerranéennes dirigé par l'universitaire Abdelhamid Fehri. Dans une maison traditionnelle, il propose un parcours mettant en valeur l'histoire de l'archipel, ses productions artisanales voire quelques curiosités — comme un squelette de cétacé échoué mystérieusement sur le rivage — à travers des objets, des scènes reconstituées et des décors architecturaux.
Le tarf est une tapisserie brodée aux couleurs vives à dominante rouge originaire de l'archipel.

### Festivals
- Festival du poulpe
- Festival de la sirène

### Gastronomie

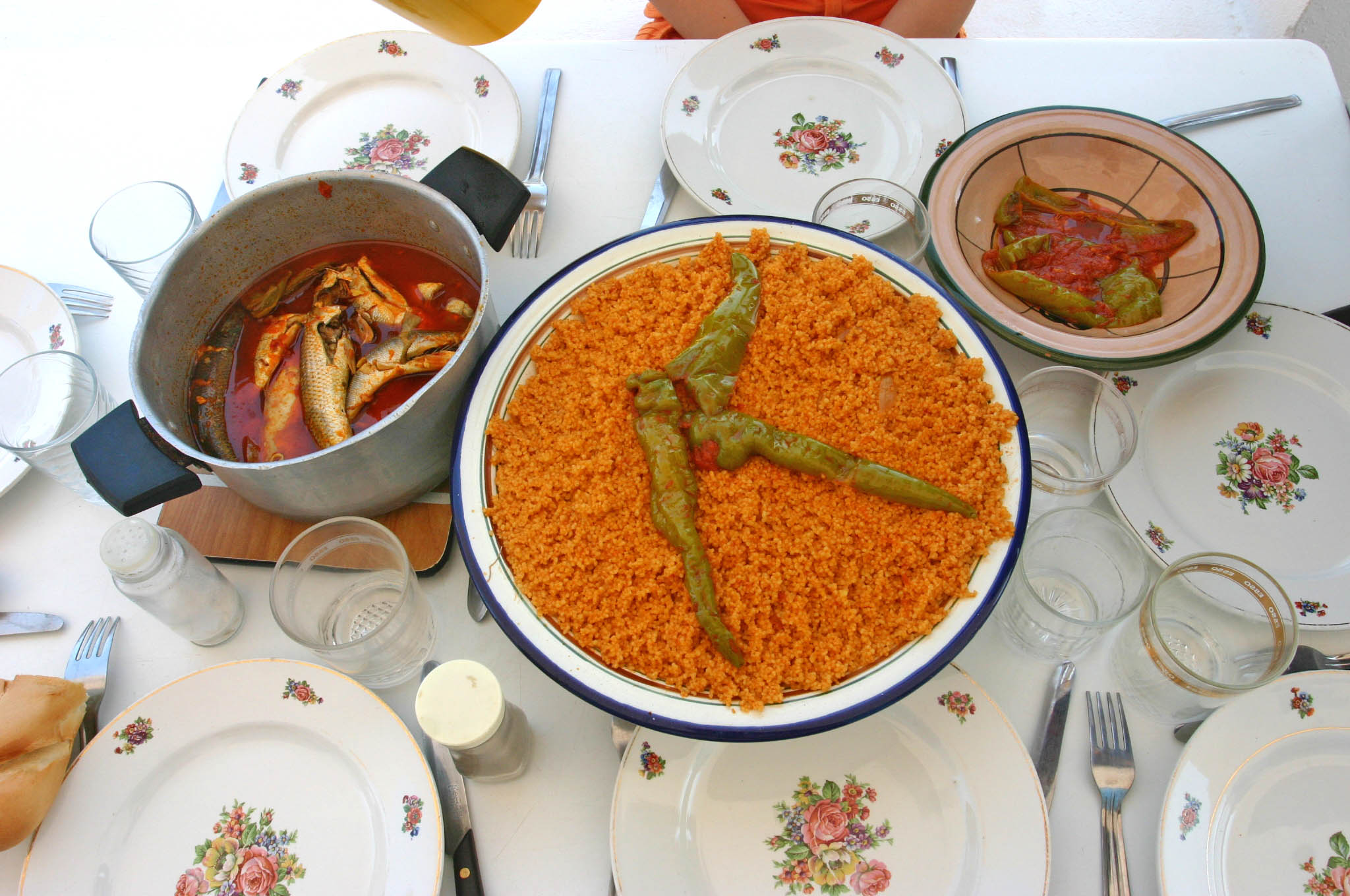
Couscous aux poissons des Kerkennah.

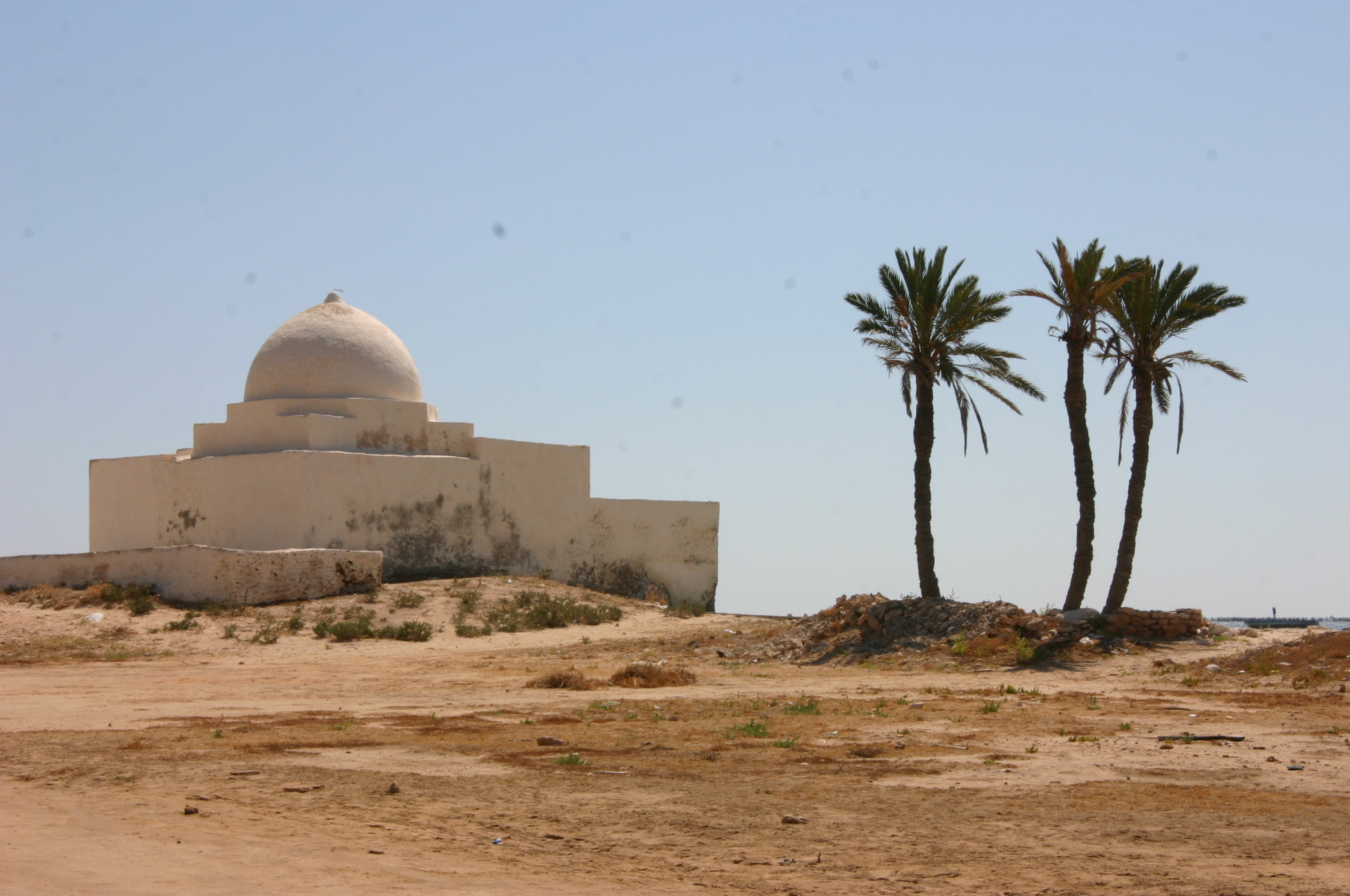
Marabout de Sidi Saïd à Ouled Bou Ali.

Les spécialités kerkenniennes valorisent les poissons locaux, comme le pataclet, le mulet ou la daurade, l'orge concassé, les dattes et les raisins secs, avec une place particulière pour le poulpe pêché et séché sur place.
Ce sont des productions locales aisément conservables dans des jarres qui faisaient l'objet d'un échange de troc avec les commerçants de Djerba. L'arrivée de l'électricité dans l'archipel a permis la réfrigération et la multiplication des supérettes, présentes dans tous les villages, qui élargissent la gamme des produits alimentaires. Paradoxalement, le poisson devient plus rare car c'est un produit à forte valeur ajoutée et tous les Kerkenniens ne peuvent se permettre d'en consommer aussi souvent qu'auparavant.
Un vin de palme est produit aux Kerkennah, à partir du legmi (sève sucrée) et appelé qêchem, que l'on doit boire frais. Cette production reste toutefois très limitée.

### Religion
Comme dans le reste de la Tunisie, la religion dominante est l'islam. Le saint patron de l'archipel est Sidi Ali Khanfir, originaire de Khénifra au Maroc. Il existe également 25 marabouts correspondant à des tombeaux de saints qui apparaissent en partie dans la toponymie locale : Sidi Youssef, Sidi Fredj, Sidi Saïd, etc.